# 1262 Sniadeckia
1262 Sniadeckia (1933 FE) là một tiểu hành tinh vành đai chính được phát hiện ngày 23 tháng 3 năm 1933 bởi S. Arend ở Uccle.